# پلژر بند (لوئیزیانا)
پلژر بند (به انگلیسی: Pleasure Bend) یک منطقهٔ مسکونی در ایالات متحده آمریکا است که در لوئیزیانا واقع شده‌است. پلژر بند ۲۵۰ نفر جمعیت دارد و ۰٫۰ متر بالاتر از سطح دریا واقع شده‌است.